# Mohamed Lakhdar-Hamina
Mohamed Lakhdar-Hamina (arabisch محمد الأخضر حمينة; * 26. Februar 1934 in M'Sila, Algerien; † 23. Mai 2025 in Algier) war ein algerischer Filmregisseur und Drehbuchautor, der zu den herausragendsten Persönlichkeiten des zeitgenössischen arabischen Kinos zählt. Zentrale Themen in seinen Arbeiten sind die Versprechungen und Widersprüche, die aus der algerischen Unabhängigkeitsbewegung resultierten, der er zum Ende der 1950er-Jahre selbst angehörte. Er war der erste Filmemacher vom afrikanischen Kontinent, der bei den Filmfestspielen von Cannes den Hauptpreis erhielt.

## Leben

### Kindheit und Ausbildung
Mohamed Lakhdar-Hamina wurde 1934 in M'sila, im Nordosten Algeriens (anderen Angaben zufolge am 23. Februar 1943), geboren. Aufgewachsen in der Universitätsstadt Sétif besuchte er die École coloniale d’industrie von Dellys, wechselte aber nach einem Jahr auf die École d’agriculture von Guelma. Seine akademische Bildung in Algerien wurde durch den Kolonialkrieg (1954–1962) unterbrochen, weshalb er diese in Südfrankreich fortsetzen musste. Er besuchte zunächst die École d’horticulture in Antibes, die er ohne Abschluss verließ. Daraufhin besuchte er das Lycée Carnot in Cannes, wo sein Interesse für das Kino durch einen Kommilitonen, dessen Vater Kameramann war, geweckt wurde. Er begann anschließend ein Rechtsstudium in der Universitätsstadt Aix-en-Provence.
1958 wurde Lakhdar-Hamina in Frankreich zum Wehrdienst eingezogen, desertierte aber nach zwei Monaten, um sich der algerischen Widerstandsbewegung in Tunis anschließen zu können. Im Auftrag der Front de Libération Nationale (FLN), der Nationalen Befreiungsfront, die für die Unabhängigkeit Algeriens von Frankreich kämpfte, studierte er ein Jahr später an der Fakultät für Film und Fernsehen der Akademie der Musischen Künste (FAMU) in Prag, wo unter anderem Jaromil Jireš, Evald Schorm und Věra Chytilová seine Kommilitonen waren. Das Filmstudium gab er zugunsten von praktischen Tätigkeiten in den Filmstudios Barrandov auf, wo er sich mit der Kameraarbeit vertraut machte. Später kehrte Lakhdar-Hamina nach Tunis zurück. Dort schloss er sich dem 1960 gegründeten Service Cinéma der algerischen Exilregierung (GPRA) an und war an der Produktion von Djamel Chanderlis Filmen Yasmina, La Voix du peuple (beide 1961) und Les Fusils de la liberté (1962) beteiligt, die allesamt den Algerienkrieg zum Thema haben.

### Erste Regiearbeiten
Nach der Unabhängigkeit Algeriens im Jahr 1962 baute Lakhdar-Hamina mit seinen ehemaligen Weggefährten aus Tunis das Office des Actualités Algériennes (OAA) auf, das er bis zur Schließung im Jahr 1974 leitete. Das OAA gab unter anderem aktuelle Wochenzeitschriften heraus und produzierte Lakhdar-Haminas erste eigene Filmprojekte in den frühen 1960er-Jahren, die überwiegend aus Dokumentarfilmen bestanden. In diesen war der Regisseur bemüht, die Lebensbedingungen des algerischen Volkes anzuprangern. Ebenfalls in das Jahr 1962 fiel die Arbeit an dem Drehbuch zu François Slucs Kurzfilm Sous le signe de Neptune (auch unter dem Titel Au royaume de Neptune bekannt). Mit Sluc, seinem damaligen Mentor, realisierte Lakhdar-Hamina auch die beiden Kurzfilme Île d’Homère und Les trésors de Mahdia, der bei den Filmfestspielen von Venedig einen Preis gewann. 1964 folgte mit Le temps d’une image sein erster eigener Kurzfilm als alleinverantwortlicher Regisseur und Drehbuchautor, den er in zwei Versionen für das Fernsehen und das Kino vorbereitete.
Ein Jahr nach der Entstehung von Gillo Pontecorvos Schlacht um Algier (1965), die zur ersten großen postkolonialen Filmproduktion in Algerien avancierte, feierte Lakhdar-Hamina mit Der Wind kommt von Aures (1966) sein Spielfilmdebüt. Das Drama, das den Leidensweg einer algerischen Mutter (gespielt von Keltoum) zur Zeit der französischen Kolonialherrschaft nachzeichnet, war das erste Werk eines algerischen Filmemachers, das internationalen Beifall erhielt. Der Wind kommt von Aures war 1967 im Wettbewerb der Filmfestspiele von Cannes vertreten. Zwar hatte Lakhdar-Haminas technisch und ästhetisch vom sowjetischen Kino und besonders von Olexandr Dowschenko inspirierter Film bei der Vergabe des Grand Prix gegenüber Michelangelo Antonionis später kultisch verehrten Blow Up das Nachsehen, erhielt aber den Preis für das beste Erstlingswerk. 1967 folgte mit Hassan terro Lakhdar-Haminas zweiter Spielfilm, in dem er sich eines ängstlichen Algeriers der Mittelschicht (gespielt von Rouïched) annimmt, den es ins Zentrum der Revolution verschlägt. Dort wird er wider Erwarten mit einem gefährlichen Terroristen verwechselt.

### 1970er-Jahre und Triumph in Cannes
Autobiographischen Ursprungs war das 1972 inszenierte Drama Dezember, in dem sich Lakhdar-Hamina von dem Schicksal seines Vaters inspirieren ließ, der während des Algerienkriegs ums Leben gekommen war. Im Mittelpunkt des Spielfilms, der harsche Kritik an der französischen Kolonialpolitik übt und Folter jeglicher Art verdammt, steht ein Führer der algerischen Befreiungsbewegung FLN, der im Dezember 1960 von den Franzosen gefangen genommen wird. Um ihn zur Kollaboration zu zwingen, lässt ein Oberst (gespielt von Michel Auclair) vor seinen Augen Geiseln hinrichten, allerdings nur zum Schein, da der Franzose selbst von Gewissensbissen geplagt wird. Erst im Nachhinein stellt sich heraus, dass die Offiziere dem Befehl zuwidergehandelt und tatsächlich getötet haben. Auch der hartnäckig schweigende FLN-Führer muss das gleiche Schicksal erleiden.
Den Höhepunkt in Lakhdar-Haminas Filmkarriere ebnete ihm sein vierter Spielfilm Chronik der Jahre der Glut (1975), mit dem er nach 1967 zum zweiten Mal im Wettbewerb der Filmfestspiele von Cannes vertreten war. Die fast dreistündige und in sechs Kapiteln unterteilte Chronik der Entwicklung Algeriens von 1939 bis zum Ausbruch der Revolution 1954, aufgezeigt am Schicksal einer armen algerischen Familie, war bereits im Vorfeld mit Lob seitens der Fachkritik bedacht und als Favorit auf die Goldene Palme gehandelt worden. Tatsächlich zeichnete die Jury unter Vorsitz der französischen Schauspielerin Jeanne Moreau den Film mit dem Hauptpreis des Festivals aus. Lakhdar-Hamina setzte sich dabei unter anderem gegen so bekannte Regiekollegen wie Michelangelo Antonioni (Beruf: Reporter), Werner Herzog (Jeder für sich und Gott gegen alle) oder Martin Scorsese (Alice lebt hier nicht mehr) durch. Es war das erste Mal, dass ein afrikanischer Filmemacher in Cannes triumphieren konnte (erst 2013 sollte mit Blau ist eine warme Farbe des gebürtigen Tunesiers Abdellatif Kechiche ein weiterer aus Afrika stammender Regisseur den Hauptpreis von Cannes gewinnen).
Auch in Deutschland traf Lakhdar-Haminas Film auf ein positives Echo. Der film-dienst pries Chronik der Jahre der Glut in seiner zeitgenössischen Kritik als „künstlerisch bemerkenswertes Geschichtsepos über den Befreiungskampf des algerischen Volkes“. Lakhdar-Hamina bestritt jedoch wiederholt, einen historischen Film gedreht zu haben: „Mein Film ist nur eine persönliche Vorstellung, selbst wenn er Bezug auf präzise Sachverhalte nimmt. Ich habe nie den Anspruch erhoben, eine Gesamtvorstellung von ganz Algerien in dieser historischen Periode zu geben, zumal ich in einem kleinen Dorf gelebt habe.“
Lakhdar-Haminas Regiearbeit wurde noch im selben Jahr als Algeriens offizieller Beitrag für eine Oscar-Nominierung in der Kategorie Bester fremdsprachiger Film ausgewählt, konnte sich aber nicht unter den fünf nominierten Filmen platzieren.

### Ausklang der Filmkarriere
Nach dem Erfolg von Chronik der Jahre und der Glut wurde Lakhdar-Hamina 1981 Vorsitzender des Office national cinématographique des industries du cinéma (ONCIC), dem nationalen Amt für die algerische Filmindustrie. Ein Jahr später stellte er in dem Spielfilm Vent de sable (1982) erneut eine algerische Familie in den Mittelpunkt, die mit einer Palmenplantage den Wüstenstürmen zu trotzen versucht. Für diesen wie auch seinen bisher letzten Film, der Jugendfilm La dernière image (1986; dt.: „Das letzte Bild“), erhielt er eine Einladung zu den Filmfestspielen von Cannes. In diesem spielt die Französin Véronique Jannot die Hauptrolle einer jungen und attraktiven Lehrerin, die in einem algerischen Dorf zum Objekt der Begierde eines jüdischen Arbeitskollegen (gespielt von Michel Boujenah) und eines algerischen Jungen (Merwan Lakhdar-Hamina) avanciert.
Durch seine aufwendigen und teuren Filmproduktionen als eine Art algerischer David Lean betitelt, gilt Lakhdar-Hamina noch heute als energischster Filmemacher seines Heimatlands. Neben der Arbeit als Filmregisseur und Drehbuchautor betätigte sich Lakhdar-Hamina als Produzent der preisgekrönten Filme Remparts d’argile (1968) und Le Bal – Der Tanzpalast (1983) von Jean-Louis Bertuccelli beziehungsweise Ettore Scola. Auch übernahm der algerische Filmemacher selbst Schauspielrollen in seinen Filmproduktionen (Chronik der Jahre der Glut, La dernière image) und setzte auch seinen 1962 geborenen Sohn Malik in Dezember und La dernière image ein. Malik Lakhdar-Hamina trat 1993 in die Fußstapfen seines Vaters und inszenierte das Familiendrama Oktober in Algier, dass zwei Jahre später als offizieller algerischer Beitrag für eine Oscar-Nominierung in der Kategorie Bester fremdsprachiger Film eingereicht wurde.
Ins Gedächtnis der französischen Öffentlichkeit rief sich Lakhdar-Hamina im Februar 2003, als er auf einer Veranstaltung in Bukarest Stellung zur Irak-Krise nahm und die Position des französischen Staatspräsidenten Jacques Chirac gegenüber den Vereinigten Staaten heraushob und diesen als „Robin Hood der arabischen Länder und der Dritten Welt“ lobte. Im selben Jahr wurde bei den Filmfestspielen von Cannes eine digital überarbeitete Version seines Erfolgsfilms Chronik der Jahre der Glut gezeigt. 2007 wurde Lakhdar-Hamina mit einer Reihe von Hommagen im Pariser Institut du monde arabe, auf den 60. Filmfestspielen von Cannes, auf dem erstmals ausgetragenen Festival international du Film arabe in Oran und dem Cairo International Film Festival geehrt. 2014 meldete er sich mit dem Spielfilm Crépuscule des ombres als Regisseur, Produzent und Drehbuchautor zurück, der 2016 Algeriens offizieller Beitrag für eine Oscar-Nominierung in der Kategorie Bester fremdsprachiger Film war.
2017 wurde er in die Academy of Motion Picture Arts and Sciences (AMPAS) aufgenommen, die jährlich die Oscars vergibt.
Lakhdar-Hamina starb im Alter von 95 Jahren in seinem Haus in Algier.

## Filmografie (Auswahl)
- 1963: Promesse de juillet (Dokumentarfilm)
- 1963: Lumière pour tous (Dokumentarfilm)
- 1963: Une fois de plus (Dokumentarfilm)
- 1963: Tu cherches la science (Dokumentarfilm)
- 1964: Guerre aux taudis (Dokumentarfilm)
- 1964: La campagne de l’arbre (Dokumentarfilm)
- 1964: Prends soin (Dokumentarfilm)
- 1964: Le temps d’une image (Kurzfilm)
- 1964: Mais un jour de novembre (Dokumentarfilm)
- 1966: Der Wind kommt von Aures (Rih al awras)
- 1967: Hassan terro
- 1973: Dezember (Décembre)
- 1975: Chronik der Jahre der Glut (Chronique des années de braise)
- 1982: Vent de sable
- 1983: Le Bal – Der Tanzpalast (Le Bal)
- 1986: La dernière image
- 2014: Crépuscule des ombres

## Auszeichnungen
Internationale Filmfestspiele von Cannes
- 1967: Preis für das Beste Erstlingswerk und nominiert für den Grand Prix für Der Wind kommt von Aures
- 1975: Goldene Palme für Chronik der Jahre der Glut
- 1982: nominiert für die Goldene Palme für Vent de sable
- 1986: nominiert für die Goldene Palme für La dernière image

Moscow International Film Festival
- 1967: nominiert für den Grand Prix für Der Wind kommt von Aures